# Laetitia Griffith
Laetitia Juliëtte Griffith (Paramaribo, 1 november 1965) is een Nederlandse voormalig politica voor de Volkspartij voor Vrijheid en Democratie (VVD) en bestuurder.

## Jeugd en opleiding
Griffith werd geboren als tweede dochter van de Surinaamse voetballer Edmund Griffith en een moeder die als ambtenaar bij het ministerie van Onderwijs werkte. Het gezin telde vijf dochters. Van 1984 tot 1986 volgde Griffith het lyceum. In 1987 vertrok ze naar Nederland om rechten te studeren. Twee maanden later reisde haar moeder haar achterna.
Griffith studeerde in 1992 af in de rechtsgeleerdheid aan de Vrije Universiteit Amsterdam. Daarna deed ze een postdoctorale opleiding bestuurskunde aan de Nederlandse School voor Openbaar Bestuur en studeerde er in 2002 af met een Master of Public Administration.

## Carrière
Griffith werkte vanaf 1993 als beleidsadviseur bij het ministerie van Justitie, en was betrokken bij de reorganisatie van het Openbaar Ministerie en bij de parlementaire enquêtecommissie opsporingsmethoden die werd ingesteld naar aanleiding van de IRT-affaire.
In 2000 werd Griffith door VVD-minister Benk Korthals (Defensie) aangeworven voor de VVD. Na de val van het Kabinet-Balkenende I kwam ze, als nieuwkomer, op de twaalfde plaats van de VVD-kandidatenlijst. Van 30 januari 2003 tot 1 juni 2005 was Griffith lid van de Tweede Kamer, waar ze zich bezighield met justitie en politie. In december 2004 werd ze door de parlementaire pers gekozen tot het politieke talent van 2004.
Op 16 mei 2005 werd Griffith door Frank de Grave, toenmalig voorzitter van de afdeling Amsterdam van de VVD, gepresenteerd als opvolger van Frits Huffnagel, die op 8 mei was afgetreden als wethouder financiën en economische zaken. Op 1 juni 2005 werd haar benoeming door de Amsterdamse gemeenteraad bekrachtigd. Bij de raadsverkiezingen van 2006 werd ze, zonder tegenkandidaten, tot VVD-lijsttrekker uitgeroepen, maar zonder succes en de liberalen verloren.
Doordat de VVD geen deel ging uitmaken van het Amsterdamse college van burgemeester en wethouders, werd ze geen wethouder weer en was ze nog enkel raadslid. Het raadslidmaatschap is een nevenfunctie, dus moest ze op zoek naar iets anders. Per 1 juni 2006 volgde zij Ayaan Hirsi Ali als Kamerlid voor de VVD op. Op 15 maart 2010 maakte ze bekend dat ze zich voor de Tweede Kamerverkiezingen niet opnieuw verkiesbaar zou stellen en de politiek zou verlaten.
In april 2011 werd zij voorzitter van de Nederlandse Veiligheidsbranche. Van januari 2012 tot 2016 was zij werkzaam bij de Afdeling advisering van de Raad van State als staatsraad. Griffith was onder meer voorzitter van het Prinses Beatrix Fonds (2006-2014), voorzitter van de Stichting Vrienden van de Nederlandse Bachvereniging (2006-2019) en lid van het curatorium van de Mr. Gonsalvesprijs. Van 2015 tot 2019 was zij vicevoorzitter van de Raad van Commissarissen van KPMG. Ze werd op 17 december 2019 benoemd als lid van de Raad van Commissarissen van ABN AMRO Bank N.V. en op 1 juli 2022 tot lid van de Kiesraad. Ze is voorts lid van de Raad van Commissarissen van TenneT TSO GmbH en het Nederlands Filmfonds, voorzitter van de Raad van Toezicht van Save the Children en lid van de Raad van Toezicht van het Kadaster.

## Persoonlijk
Zij is gehuwd met hoogleraar strafrecht Jan Naeyé. Het paar heeft geen kinderen.
- Nederlandse Thesaurus van Auteursnamen: 271409703
- Parlement.com: vge7dtpnw4zu
- Virtual International Authority File: 283323196
- WorldCat: E39PBJjT4FRp7bHjhqjqmHtqcP